# Medal 55-lecia Powstania Wielkopolskiego

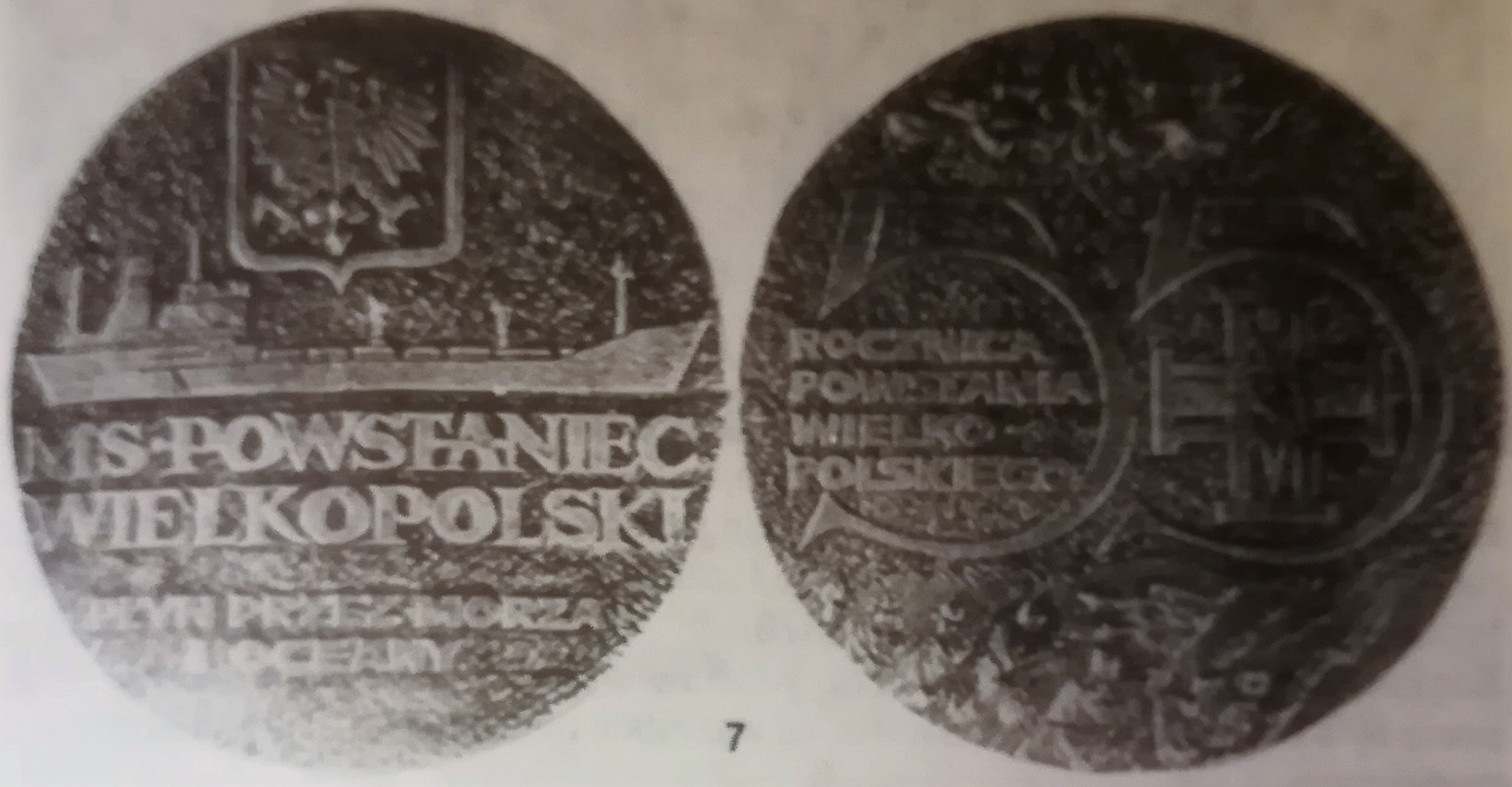
Awers i rewers medalu

Medal 55-lecia Powstania Wielkopolskiego – lany medal pamiątkowy z brązu odlany z okazji 55. rocznicy wybuchu powstania wielkopolskiego, która przypadała 27 grudnia 1973.
Medal wydała Krajowa Komisja Weteranów Powstania Wielkopolskiego przy Zarządzie Głównym ZBOWiD z inicjatywy Bernarda Łuczewskiego, przewodniczącego Komisji Weteranów Powstania Wielkopolskiego. Projektantem był Ryszard Skupin. Oprócz 55. rocznicy powstania wielkopolskiego upamiętniał wodowanie 32-tysięcznika MS Powstaniec Wielkopolski, które de facto odbyło się już po odlaniu medalu, 26 czerwca 1974 w Szczecinie.
Medal o średnicy 108 mm przedstawiał:
- na awersie: wyobrażenie statku MS Powstaniec Wielkopolski, nad nim godło Polski, a pod nim napis: MS POWSTANIEC / WIELKOPOLSKI PŁYŃ PRZEZ MORZA / I OCEANY,
- na rewersie: duża liczba 55, w lewą piątkę wkomponowany Wielkopolski Krzyż Powstańczy, w prawą napis: ROCZNICA / POWSTANIA / WIELKO / POLSKIEGO, u dołu postacie powstańców[1].